# Achille Etna Michallon

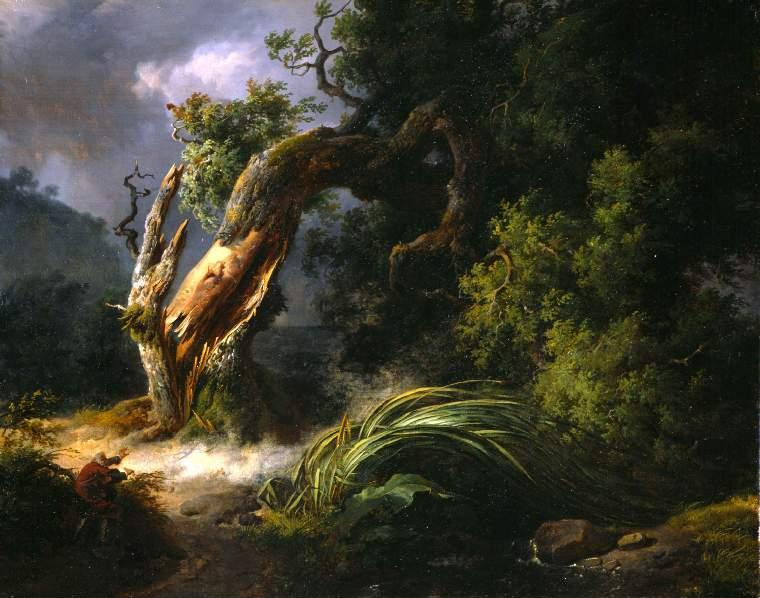
Obraz będący ilustracją utworu La Fontaine’a Dąb i trzcina

Achille Etna Michallon (ur. 22 października 1796 w Paryżu, zm. 24 września 1822 tamże) – francuski malarz pejzażysta.
Był synem rzeźbiarza Claude’a Michallona (1751–1799), który zmarł trzy lata po narodzinach syna. Później zajmował się nim wuj, również rzeźbiarz, Guillaume Francin (1741–1830). Artysta studiował w pracowni Davida i Valenciennesa, w 1817 zdobył pierwsze w historii Prix de Rome w kategorii pejzażu historycznego. Po trzyletnim pobycie we Włoszech (1818–1821) powrócił do Paryża i założył własne studio malarskie. Jego uczniami byli Jean-Baptiste Camille Corot i Léon Fleury. Michallon zmarł przedwcześnie w wieku 26 lat na zapalenie płuc, był jednym z najbardziej obiecujących pejzażystów swojego pokolenia.
Achille Etna Michallon malował pejzaże o surowej kompozycji i chłodnej palecie, pod wyraźnym wpływem malarstwa XVII-wiecznego. Jego prace odznaczają się dbałością o efekty świetlne i przestrzenne.